# Keplaksari
Keplaksari is een bestuurslaag in het regentschap Jombang van de provincie Oost-Java, Indonesië. Keplaksari telt 4937 inwoners (volkstelling 2010).